# Petit-Auverné
 Petit-Auverné  es una población y comuna francesa, situada en la región de Países del Loira, departamento de Loira Atlántico, en el distrito de Châteaubriant y cantón de Saint-Julien-de-Vouvantes.

## Demografía
| 601 | 560 | 508 | 438 | 414 | 386 |
| Para los censos de 1962 a 1999 la población legal corresponde a la población sin duplicidades (Fuente: INSEE [Consultar]) |     |     |     |     |     |